# Little Ethiopia
Little Ethiopia – dzielnica w rejonie Carthay w Mid West City Los Angeles w Kalifornii w USA.
Little Ethiopia znajduje się pomiędzy Olympic Boulevard i Pico Boulevard. Jest etniczną dzielnicą, którą zamieszkują Etiopczycy oraz ludność pochodzenia etiopskiego. Historia dzielnicy datuje się od lat 90. XX wieku, kiedy to w rejonie dzielnicy zaczęły koncentrować się firmy i restauracje prowadzone przez Etiopczyków i Erytrejczyków.
Dzielnica była znana jako South Fairfax do 2004 roku, kiedy to burmistrz James Hahn oficjalnie uznał nazwę Little Ethiopia.